# لولا (مسلسل)
لولا مسلسل أرجنتيني كوميدي مدبلج باللهجة المصرية.

## قصة المسلسل
تدور قصة المسلسل حول الشاب «روميرو لالو» (خوان نافارو)، مدير شركة إعلامية ورئيس تحرير إحدى المجلات الشهيرة، الذي يعيش علاقات متعددة مع النساء.
وتلجأ «رومينا» (مارسيلا كلوستربوير) التي تعشق لالو، إلى كيد النساء للانتقام منه، بتحويله عن طريق تعويذة سحرية إلى أنثى بعد أن تركها إثر قضاء ليلة واحدة فقط معها، فلم تجد سوى رجولته لتطعنه فيها.
لكن «لالو» يستيقظ، وينظر إلى نفسه في المرآة ليكتشف أنه أصبح فتاة تحمل كل مقومات الأنوثة، من حيث الشعر والعينين والجسد، ومن هنا تبدأ أحداث المسلسل الكوميدية من خلال المواقف التي يقابلها «لالو» بعد تحوله، واستعانته بصديقته «جريس» (موريل سانتا آنا) التي تعيش معه في المنزل، وهي الوحيدة التي تعرف حقيقة تحوله الذي حدث في أثناء ارتدائه للملابس النسائية.
ويحاول «لالو» التأقلم مع وضعه الجديد، ولا يكشف السر لأحد في الشركة، وينشر شائعة حول سفره إلى ألمانيا، وفي الوقت نفسه يذهب لعمله في شخصية الفتاة «لولا» بصفتها ابنة عمه.
وخلال رحلته في عالم النساء، يكتشف «لالو» كثيرا من الأشياء التي تميز المرأة عن الرجل.
وقد لاقى المسلسل شعبية كبيرة لدى عرضه في أكثر من 14 دولة في العالم، وحاز 9 جوائز من «مارتين فييرو آوردز» بما فيها الجائزة الذهبية، وهي الجائزة الأشهر في الأرجنتين.

## اصــداء المسلسل
نجح المسلسل الأرجنتيني لالولا - في جذب المشاهدين لقصته المثيرة، التي تحول فيها زئر النساء لالو إلى الفتاة الجميلة لولا، ولكنه نجح أيضًا في توصيل فكرة مهمة للمشاهدين، مفادها أن المرأة لا تقل في قدرتها عن الرجل، وذلك بطريقة كوميدية وغير مباشرة، وفي مواجهة مجتمع لا صوت فيه يعلو فوق صوت الرجل.
عبر أحداث المسلسل، تظهر لولا الفتاة، التي كانت رجلًا وسيمًا متعدد العلاقات النسائية، وإداريّا ناجحًا، قاد مجلة «دون» كرئيس للتحرير بنجاح، وواصل هذا النجاح بعد أن تحول إلى الفتاة الجميلة.
ولأن لالو صاحب هذا الكم من الخبرات، تحوّل إلى لولا، فإنها تمكنت عبر هذه الخبرات، بالإضافة إلى خبرتها القصيرة والمكثفة كفتاة، من تسيير أمورها وسط العالم الكبير الذي يحكمه الرجال.
ونظرا لأنها تعرف الأسرار الخفية لعالم الرجال وطريقة تفكيرهم، استغلت هذه المعرفة في التصدي لهجماتهم بطرق أنثوية مميزة.
وسعت لولا للقضاء على المفاهيم المنتشرة بين الناس بأن الرجل يتحمل أكثر من المرأة، بالإضافة إلى أن لديه الطموح والذكاء والذوق والأدب التي يدعى كثيرون أن المرأة لا تمتلكهم، وحاولت أن تكون امرأة معاصرة تملك أسلوبًا جديدًا يمزج بين هذه الصفات وبين الطبيعة الأنثوية للمرأة في العمل بشكل يلائم معايير العمل وسط الرجال الذين يقللون من قيمتها، وراعت أن تظهر أنوثتها في أثناء وجودها في البيت، وألا تستخدم ذلك في مكان عملها.
وعبر هذا الفكر، تمكنت لولا من فرض أسلوبها وطبيعتها خلال عملها كرئيسة تحرير للمجلة، بدلًا من لالو، وتمكنت من تحقيق نجاحات كبيرة، أجهضت محاولات أعدائها جاستون وفكتوريا وسوليداد وتيو من إجبارها على الرحيل، ونالت رضاء أجيرا مدير دار النشر

## أبطال المسلسل
كارلا بيترسون
خوان نافارو
كاسترو لوسيانو

## روابط خارجية
- لولا على موقع IMDb (الإنجليزية)
- لولا على موقع كينوبويسك (الروسية)
- لولا على موقع ألو سيني (الفرنسية)
- لولا على موقع قاعدة بيانات الفيلم (الإنجليزية)